# 30253 Vítek
30253 Vítek è un asteroide della fascia principale. Scoperto nel 2000, presenta un'orbita caratterizzata da un semiasse maggiore pari a 2,3276252 UA e da un'eccentricità di 0,1860675, inclinata di 5,87078° rispetto all'eclittica.
L'asteroide è dedicato al biochimico e divulgatore scientifico ceco Antonín Vítek.